# Selma Ergeç
Selma Sabina Ergeç (Hamm, 1º novembre 1978) è un'attrice tedesca.
Ha origini turche da parte del padre.

## Filmografia parziale

### Cinema
- The Net 2.0, regia di Charles Winkler (2006) - video
- Bes Vakit, regia di Reha Erdem (2006)
- Sis ve Gece, regia di Turgut Yasalar (2007)
- Ses, regia di Ümit Ünal (2010)
- Senin Hikayen, regia di Tolga Örnek (2013)
- Kirimli, regia di Burak Arliel (2014)
- Maste eshgh, regia di Hasan Fathi (2024)

### Televisione
- Yarim Elma - serie TV, 3 episodi (2002)
- Asi - serie TV, 71 episodi (2007-2009)
- Il secolo magnifico (Muhtesem Yüzyil) - serie TV, 102 episodi (2011-2013)
- Gönül Isleri - serie TV, 28 episodi (2014-2015)
- Camdaki Kiz - serie TV, 82 episodi (2021-2023)
- Inci Taneleri - serie TV, 10 episodi (2024)